# Parco tecnologico e archeologico delle Colline Metallifere grossetane
Il parco tecnologico e archeologico delle Colline Metallifere grossetane comprende il territorio dei sette comuni a nord della Provincia di Grosseto – Follonica, Gavorrano, Massa Marittima, Montieri, Monterotondo Marittimo, Roccastrada e Scarlino – ed è costituito da un consorzio di cui fanno parte Ministero dell'ambiente (che nomina il presidente), Ministero dei beni e delle attività culturali e del turismo, Regione Toscana, Provincia di Grosseto, Comunità Montana Colline Metallifere e le sette amministrazioni comunali (che nominano in loro rappresentanza il vice presidente).
Le finalità istituzionali del parco riguardano il recupero, la conservazione e la valorizzazione del patrimonio ambientale, storico-culturale e tecnico-scientifico delle Colline Metallifere, segnate in particolar modo dall'esperienza mineraria, promuovendo un circuito turistico-culturale.
Per questo, in ogni comune, è stata istituita una "porta del parco" dove, oltre al centro d'accoglienza e informativo e al centro di documentazione, vengono organizzati itinerari e visite guidate, seminari, corsi di formazione professionale e stage post laurea universitari.

## Obiettivi

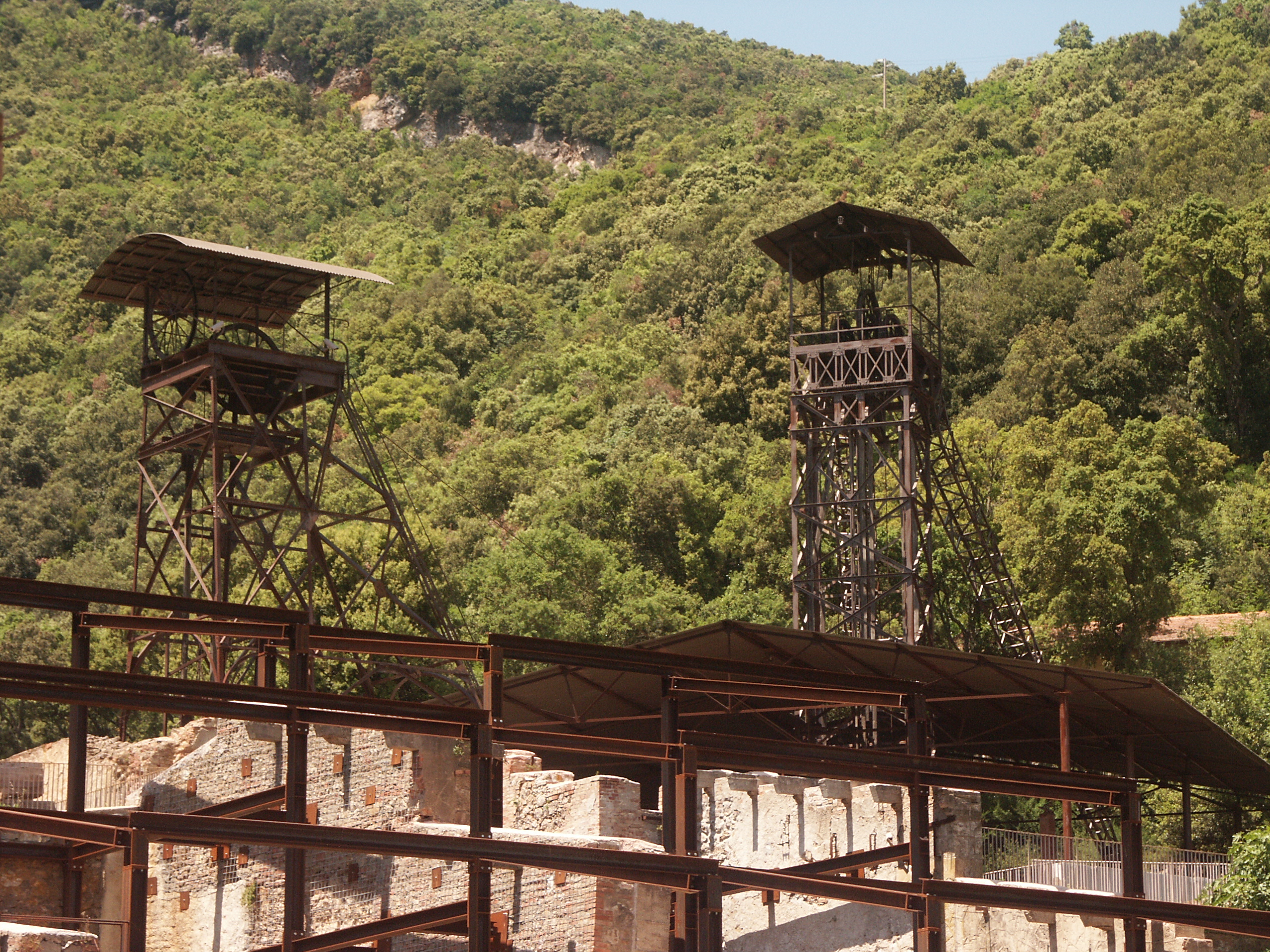
Miniera Ravi-Marchi

Il parco nasce dalla volontà di non disperdere la storia della attività minerarie e della metallurgia che si sono succedute nel comprensorio delle Colline Metallifere grossetane per circa tre millenni e che hanno influito alla determinazione del loro paesaggio culturale.
La salvaguardia dei siti industriali e minerari dismessi, integrata alle notevoli risorse naturalistiche ed a fulgidi esempi della architettura ed arte medioevale, esistenti copiosamente nella zona, fanno delle Colline Metallifere un itinerario per un turismo diverso.
Il tema conduttore è la riscoperta delle tracce delle miniere ed il lavoro nel sottosuolo. Inevitabilmente, nel viaggio, attraverso queste terre, si sovrappongono una natura straordinaria e testimonianze di cultura di grande interesse.
Il parco tecnologico e archeologico delle Colline Metallifere grossetane, uno dei primi a carattere tematico istituito in Italia dal Ministero dell'ambiente e della tutela del territorio e del mare, è destinato a occupare un posto di rilievo nella rete dei parchi europei: il valore delle sue testimonianze archeologiche, la significatività del suo patrimonio archeo-industriale e la qualità delle sue risorse ambientali e paesaggistiche ne fanno un parco politematico che trova difficilmente altre esperienze riscontrabili.
Come conseguenza di questa tenace azione difensiva è stato istituito (con decreto ministeriale 28/2/2002 dal Ministero dell'ambiente in applicazione alla legge 388/2000) il parco tecnologico e archeologico delle Colline Metallifere che si colloca fra i parchi di archeologia industriale: esso è finalizzato a offrire ai visitatori l'opportunità di accostarsi a un patrimonio molteplice, dove la storia, l'arte, l'ambiente, la tecnica e le diverse culture del lavoro che si sono succedute diventano gli elementi di una struttura profonda del territorio che il parco intende restituire in tutta la sua ricchezza e complessità. L'originalità del parco si segnala è innanzitutto dovuta al suo carattere multitematico: il suo pregio e la sua attrattiva dipendono da un'offerta molteplice di temi di interesse, legati all'archeologia etrusca e medievale, all'archeologia industriale, al patrimonio naturalistico e ambientale, al patrimonio storico-architettonico (centri storici, castelli, ecc.) e al paesaggio. Per la sua struttura multipolare il parco non costituisce un areale continuo che si sovrappone a tutto il territorio delle Colline Metallifere, esso ha invece, natura di Network Park la cui unitarietà non è data dalla continuità territoriale quanto dalle sue caratteristiche di rete che interconnette un sistema disgiunto di "zone a parco" dove si concentrano le maggiori occasioni di offerta culturale e di intrattenimento. Il parco infatti per la sua profondità storica abbraccia un insieme di testimonianze dell'attività metallurgica e mineraria che si distribuiscono su un lunghissimo arco storico, dall'epoca etrusca fino all'età contemporanea.
La molteplicità dei siti di cui si compone il parco richiede quindi un sistema di percorsi che consenta ai visitatori di scegliere fra diverse opzioni di visita, ad ognuna delle quali corrispondono itinerari specifici. A tal fine sono stati individuati cinque itinerari (itinerario dell'allume, del ferro, della lignite, della pirite e del rame); ognuno di essi collega i luoghi di lavorazione deputati a un minerale specifico; seguendo l'itinerario il visitatore avrà modo di ripercorrere, in un arco di tempo che va dall'epoca etrusca fino all'età contemporanea, l'evoluzione tecnologica dell'attività mineraria e metallurgica inerente al minerale che fa da filo conduttore della visita.

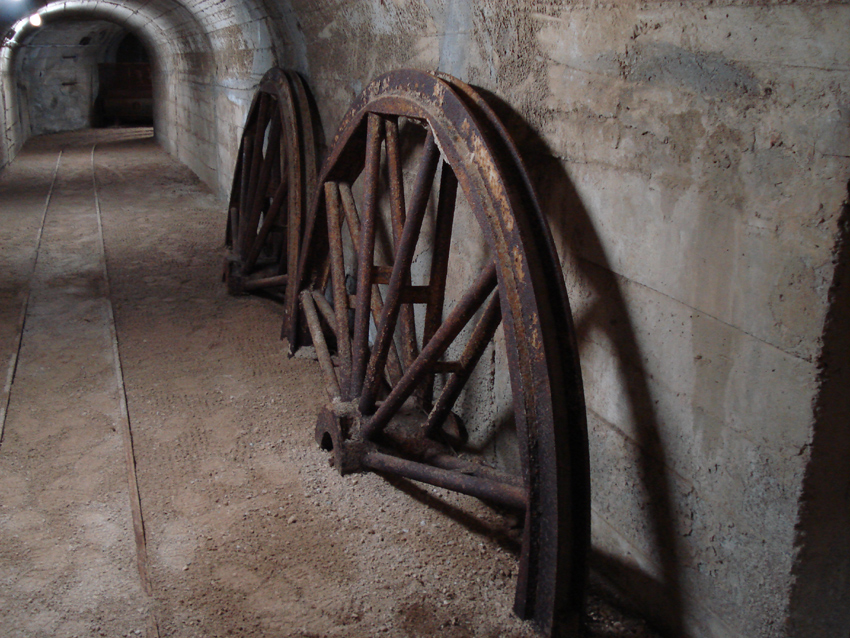
Galleria di accesso a Pozzo Impero

## Il master plan
Il parco si è dotato di un master plan, redatto dai professori Riccardo Francovich dell'Università di Siena e Massimo Preite dell'Università di Firenze, con il quale si intende "mettere a sistema" questa molteplicità di risorse in grado di offrire un modello di fruizione integrato che possa generare flussi cospicui di "turismo responsabile" e quindi incentivare nuove opportunità per lo sviluppo economico del territorio.
Tra i progetti indicati nel master plan vi sono l'insediamento di un nuovo polo universitario a Follonica, il centro archivistico minerario a Massa Marittima e il laboratorio di ricerca ambientale a Gavorrano. Il tutto all'interno del "polo museale diffuso", grazie al quale il parco è stato premiato dalla regione Toscana e indicato come ente capofila dei progetti "Toscana Underground" e "Archivi minerari in rete", nei quali sarà catalogato anche l'ingente patrimonio costituito dall'archivio fotografico della Montecatini-Edison, in virtù dell'accordo di programma stipulato dal parco con il Centro Cultura d'Impresa di Milano.

## Siti minerari
I siti ed i beni di competenza del parco tecnologico archeologico delle Colline Metallifere Grossetane, individuati dalla legge istitutiva sono:
Area 1: Allumiere di Monteleo  (comune di Monterotondo Marittimo)
Area 2: Lago Boracifero, S. Federigo (comune di Monterotondo Marittimo)
Area 3: Lagoni (Le Biancane) (comune di Monterotondo Marittimo)
Area 4: Poggio Mutti - miniera e cava di Poggio Mutti, cave di Romano, miniere di Montevecchio (comune di Montieri)
Area 5: Montieri - pozzo del Beato Giacomo, miniera Buca delle Fate, cava Buca delle Fate, Galleria S. Barbara, miniera di Santa Maria, Galleria di Fonte Ghiacci: Pozzo Leopoldo, La Polveriera (comune di Montieri)
Area 6: Le Merse - miniera di Cagnano, miniera di Bagnolo, Le Roste, impianti di Pelagone, Le Merse, miniera di Valle Buia (Comune di Monieri)
Area 7: Campiano - miniere di Campiano e Ribudelli (Comune di Montieri)
Area 8: Boccheggiano - galleria Pitordini, miniera Mulignoni, miniera Botroni, miniera di Baciolo, miniera dell'Acqua Calda Dechars, miniera di Cavagigli, miniera di Ballarino, miniera di Rigagnolo, impianti di teleferica L'Angolo, Galleria di scolo, miniera La Torna (comune di Montieri)
Area 9: Castello di Rocchette Pannocchieschi (comune di Massa Marittima)
Area 10: Castello di Cugnano (comune di Massa Marittima)
Area 11: Montebamboli (comune di Massa Marittima)
Area 12: Valle dello Stregaio (comune di Massa Marittima)
Area 13: Niccioleta - bacini di decantazione 1-2-3, discariche di Poggio alla Madonna e di Pozzo Rostan, Pozzo Rostan, miniera di Niccioleta, ex circolo ricreativo, Pozzo ovest, Pozzo Corvo, Galleria di scolo, Fontegrilli, Pozzo Tosi, La Stima (comune di Massa Marittima)
Area 14: Marsiliana (comune di Massa Marittima)
Area 15: Castellaccia (comune di Massa Marittima)
Area 16: Valpiana (comune di Massa Marittima)
Area 17: Serrabottini - discarica, antichi pozzini (comune di Massa Marittima)
Area 18: Fenice Capanne - Pozzo Carlo, ex impianti di flottazione, Pozzo Salerno, Galleria Gustava-Speranza, bacini di sterili, discariche inerti (comune di Massa Marittima)
Area 19: Pozzo 4 La Pesta (comune di Massa Marittima)

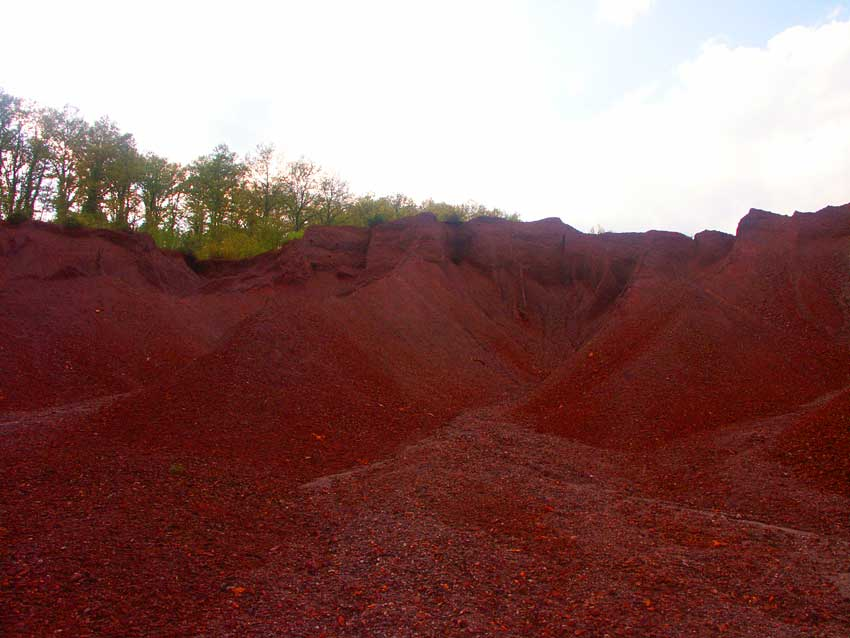
Le Roste

Area 20: Forni dell'Accesa (comune di Massa Marittima)
Area 21: Museo del Ferro - Area ex ILVA (comune di Follonica)
Area 22: Portiglioni - centro di spedizione della pirite (comune di Scarlino)
Area 23: Scarlino Scalo - centro di stoccaggio e spedizione della pirite (comune di Scarlino)
Area 24: Casteani (comune di Gavorrano)
Area 25: Castel di Pietra (comune di Gavorrano)
Area 26: Rigoloccio (Parco minerario naturalistico di Gavorrano) (comune di Gavorrano)
Area 27: Pozzo Impero - Cava di San Rocco (Parco minerario naturalistico di Gavorrano) (comune di Gavorrano)
Area 28: Pozzo Roma (Parco minerario naturalistico di Gavorrano)  (comune di Gavorrano)
Area 29: Ravi Marchi (Parco minerario naturalistico di Gavorrano)  (comune di Gavorrano)
Area 30: Val Maggiore (Parco minerario naturalistico di Gavorrano) (comune di Gavorrano)
Area 31: Ferriere Farma (comune di Roccastrada)
Area 32: Roccatederighi - miniera di Roccatederighi, miniera dell'Acquanera (comune di Roccastrada)
Area 33: Poggio Mozzeto (comune di Roccastrada)
Area 34: Ribolla (comune di Roccastrada)

## Porte del Parco
In ogni Comune, è stata istituita una "Porta del Parco". Con la finalità di creare, oltre dei centri d'accoglienza, d'informazione e documentazione, anche di organizzare itinerari e visite guidate, seminari, corsi di formazione professionale e stage post laurea universitari.
Le "Porte del Parco" sono state inaugurate nella primavera del 2005 e sono ubicate:
- Follonica - Museo delle arti in ghisa nella Maremma (MAGMA)
- Gavorrano - Parco minerario naturalistico di Gavorrano
- Massa Marittima - Museo della miniera e Museo di arte e storia delle miniere
- Monterotondo Marittimo - Centro storico
- Montieri - Teatro di Boccheggiano
- Roccastrada - Ribolla
- Scarlino - Puntone

Presso le porte si possono reperire informazioni in merito agli oltre 80 siti di interesse minerario di competenza del Parco.

## Premio letterario internazionale Santa Barbara
Il parco tecnologico archeologico delle colline metallifere grossetane ha istituito il premio letterario internazionale Santa Barbara. Un concorso per racconti brevi inediti dedicati al tema “Miniera, natura e cultura”, teso a rinnovare la tradizione dei festeggiamenti di santa Barbara (patrona dei minatori).

## Parco-Tag e Wikipedia
Il parco è il primo in Italia a fare uso in modo organizzato di un sistema (denominato "Parco-Tag") per effettuare i collegamenti alle relative voci dell'enciclopedia Wikipedia. I visitatori possono consultare le voci di Wikipedia relative alle varie parti del parco dai propri dispositivi mobili, semplicemente inquadrando delle speciali etichette ("tag") presenti nella cartellonistica. Tutti i siti minerari sono stati linkati utilizzando i codici a barre di Semapedia. Per il suo sostegno alla cultura dell'open content il parco ha ricevuto il riconoscimento di "Socio onorario" da parte di Wikimedia Italia il 30 novembre 2007 durante il Salone Expò dei Beni Culturali di Venezia.

## Amministrazione
| Presidente      | Periodo        | Periodo        |
| Presidente      | Inizio         | Fine           |
| --------------- | -------------- | -------------- |
| Umberto Corsi   | 2002           | 28 maggio 2010 |
| Luca Agresti    | 28 maggio 2010 | 8 gennaio 2016 |
| Lidia Bai       | 8 gennaio 2016 | 2 maggio 2024  |
| Fabiola Favilli | 2 maggio 2024  | in carica      |